# ミラドライ
ミラドライ（英: MiraDry）とは、アメリカの Miramar Labs が2006年に開発し、2011年にアメリカ食品医薬品局 (FDA) の承認を得た、脇の下の多汗症を治療する非侵襲性のマイクロ波を用いた技術の登録商標名。腋窩多汗症または過度の腕の下の発汗は、体を冷やすために必要以上に多くの汗を生産してしまう、汗腺が活発すぎる病気の症状。ミラドライは、脇の下の汗腺を手術で切ること無しに破壊する選択肢として初めての治療法。
この治療が失敗した場合のリスクとして、技術不足や照射不足による再発がある為、注意が必要。
また、汗腺破壊の治療法である為、剪除法への再治療は出来ず、ミラドライの治療選択は、特に慎重さが求められる。